# François Grimaldi

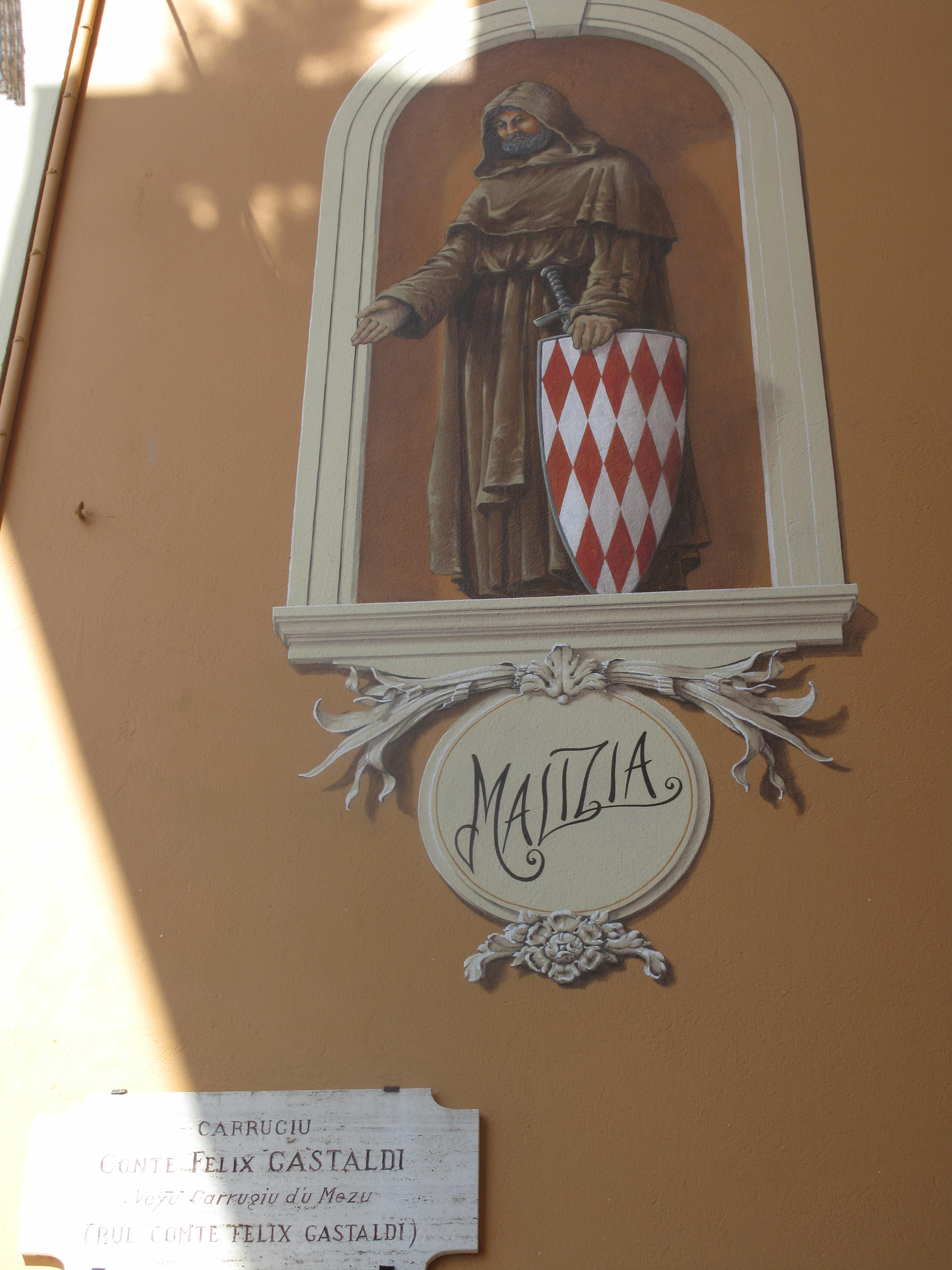
Frescă cu Francesco Grimaldi, poreclit „Malizia”, pe un perete de pe rue Comte Félix Castaldi din Monaco

Francesco Grimaldi (în franceză François), numit il Malizia („cel Viclean”), a fost liderul genovez al guelfilor care a capturat Stânca Monaco în noaptea de 8 ianuarie 1297. El a fost fiul lui Guglielmo Grimaldi și al soției sale, Giacobina sau Giacoba, o nobilă genoveză.
Îmbrăcat ca un călugăr franciscan, Francesco a fost întâmpinat la porțile castelului din Monaco. Profitând de ocazie, a ocupat castelul, avându-l alături pe vărul său, Rainier I, lord de Cagnes, și un grup de bărbați. Evenimentul este comemorat pe stema Principatului Monaco, pe care sunt prezentați doi călugări înarmați cu săbii. El a deținut cetatea de Monaco timp de patru ani înainte de a fi alungat de către genovezi. Lupta pentru „stâncă” a fost preluată de către rudele sale. Astfel, Francesco nu a reușit să stabilească domnia familiei Grimaldi în Monaco, dar a fost primul care a încercat să facă acest lucru.
S-a căsătorit în 1295 cu Aurelia del Carretto, dar nu a avut copii. Membrii actuali ai familiei Grimaldi nu sunt, prin urmare, urmașii lui Francesco. După moartea sa, în 1309, i-a succedat vărul său (și fiul vitreg), Rainier I, lord de Cagnes.
Urmașii vărului lui, familia Grimaldi, conduc încă statul Monaco și în ziua de azi. La o sută de ani după lovitura de stat, familia Grimaldi a achiziționat Monaco de la coroana Aragonului în 1419 și a devenit în mod oficial și de necontestat familia conducătoare a „Stâncii Monaco”.